# Regina Theissl-Pokorná
Regina Theissl-Pokorná (* 18. Jänner 1982 als Regina Pokorná in Bratislava) ist eine slowakische Schachmeisterin, die seit Juni 2015 für den österreichischen Schachbund spielberechtigt ist.

## Werdegang
Pokorná erhielt im Jahr 2000 den Titel Schach-Großmeister der Frauen.
Sie siegte oder belegte vordere Plätze in mehreren Turnieren: II. Platz (1991) und III. Platz (1992) bei der U10-Weltmeisterschaft (Mädchen), I. Platz bei der europäischen U10-Meisterschaft (Mädchen) (1992), I. Platz bei der slowakischen U14-Meisterschaft (Mädchen) (1993), II. Platz bei der U12-Weltmeisterschaft (Mädchen) (1994), III. Platz bei der U14-Weltmeisterschaft (Mädchen) (1996), dreimal I. Platz bei der slowakischen U18-Meisterschaft (Mädchen) (1996, 1997, 1999), I. Platz bei der europäischen U20-Meisterschaft (Mädchen) (1999), viermal I. Platz, davon einmal geteilt in Rijeka (2001, 2002, 2005, 2009), I. Platz EWS Cup in Jakarta (2007), I. Platz in Vrbnik (2008). Sie wurde 2009 slowakische Meisterin der Frauen und 2019 österreichische Staatsmeisterin der Frauen.
Mit ihrer bisher höchsten Elo-Zahl von 2429 war sie im Oktober 2003 auf dem 32. Platz der FIDE-Weltrangliste der Frauen.

## Nationalmannschaft
Pokorná nahm von 1998 bis 2012 an allen acht Schacholympiaden der Frauen teil.
An der Mannschaftseuropameisterschaft der Frauen nahm sie 1997, 1999 und 2001 mit der Slowakei und 2015 erstmals mit Österreich teil. 1999 in Batumi gewann sie mit der Mannschaft und erreichte in der Einzelwertung den dritten Platz am zweiten Brett.

## Vereine
In der slowakischen Extraliga spielte Pokorná von 1993 bis 2004 für den ŠK Dunaj Bratislava, mit dem sie 1997 die slowakische Mannschaftsmeisterschaft gewann, in der Saison 2008/09 für den ŠK Trenčín, seit 2011 spielt sie für den ŠK Doprastav Bratislava.
In der tschechischen Extraliga spielte Pokorná von 2000 bis 2003 für den ŠK Mahrla Prag, in der britischen Four Nations Chess League spielte sie in der Saison 2004/05 für die zweite Mannschaft von Wood Green, von 2006 bis 2008 für deren erste Mannschaft und in der Saison 2008/09 für Pride and Prejudice.
In der deutschen Frauenbundesliga spielt Theissl-Pokorná seit 2000 für die Rodewischer Schachmiezen, in der französischen Mannschaftsmeisterschaft der Frauen spielte sie 2009 für Bischwiller. In Österreich spielt Theissl-Pokorná in der 2. Bundesliga für den SK Austria sowie in der Frauenbundesliga für den ASVÖ Pamhagen, mit dem sie 2016, 2017 und 2019 den Titel gewann.

## Sonstiges
Theissl-Pokorny hat zwei Kinder. Sie setzt sich intensiv für die Förderung des Schachs bei Mädchen und Frauen ein und leitet die Frauenkommission der Europäischen Schachunion.

## Partiebeispiel
|   | a | b | c | d | e | f | g | h |   |
| 8 |   |   |   |   |   |   |   |   | 8 |
| 7 |   |   |   |   |   |   |   |   | 7 |
| 6 |   |   |   |   |   |   |   |   | 6 |
| 5 |   |   |   |   |   |   |   |   | 5 |
| 4 |   |   |   |   |   |   |   |   | 4 |
| 3 |   |   |   |   |   |   |   |   | 3 |
| 2 |   |   |   |   |   |   |   |   | 2 |
| 1 |   |   |   |   |   |   |   |   | 1 |
|   | a | b | c | d | e | f | g | h |   |

Stellung nach dem 20. Zug von Schwarz
Eine schöne Angriffspartie hat Pokorná gegen die Ex-Weltmeisterin Nona Gaprindaschwili gewonnen.
Pokorná-Gaprindaschwili 1:0
Frauen-EM Plowdiw, 14. Juni 2003
Sizilianische Verteidigung (Sosin-Variante), B57
1. e2–e4 c7–c5 2. Sg1–f3 Sb8–c6 3. d2–d4 c5xd4 4. Sf3xd4 Sg8–f6 5. Sb1–c3 d7–d6 6. Lf1–c4 Lc8–d7 7. 0–0 g7–g6 8. h2–h3 Sc6xd4 9. Dd1xd4 Lf8–g7 10. Lc1–g5 h7–h6 11. Lg5–e3 0–0 12. Dd4–d3 Ld7–c6 13. Ta1–d1 a7–a6 14. e4–e5 Sf6–d7 15. f2–f4 d6xe5 16. Dd3xg6 e7–e6 17. Dg6–g3 e5xf4 18. Tf1xf4 Dd8–b8 19. Td1–f1 Kg8–h8 20. Dg3–h4 f7–f5 Pokorná steht besser und greift den König an. Laut Rybka war 20. … Se5 besser, mit 20. … f5 hat Schwarz seine Königsstellung geschwächt, jetzt kommt das starke Turmopfer mit Öffnung der Diagonale a2–g8 für den Lc4 und der Diagonale c1–h6 für den Le3. 21. Tf4xf5! Tf8xf5 22. Tf1xf5 e6xf5 23. Le3xh6 Sd7–f8 Schwarz gab auf.